# Карцином сквамозних ћелија
Карцином сквамозних ћелија (КСЋ) или епидермоидни карцином  је рак који почиње у сквамозним ћелијама, танким, равним ћелијама које изгледају као рибље крљушти, а налазе се у ткиву које формира површину коже, слузокоже шупљих органа тела и слузокоже респираторног и дигестивног тракта. Већина карцинома ануса, грлића материце, главе и врата и вагине су карциноми сквамозних ћелија.  

## Етиопатогенеза
КСЋ може почети било где у телу где се нормално налазе сквамозне ћелије укључујући кожу, уста, плућа и грлић материце, где је уједно и уобичајена локација ове врло честа врсте рака. Један од разлога зашто је КСЋ тако чест је тај што може почети било где где се нормално налазе сквамозне ћелије, па када се прегледа под микроскопом, рак изгледа слично без обзира на то где је у телу почео. Карцином сквамозних ћелија се такође може описати као кератинизирајући рак ако тумор производи посебну врсту протеина званог кератин који се иначе налази на површини коже. Тумори који не производе кератин називају се некератинизирајући карцином сквамозних ћелија.

### Фактори ризика
Постоји неколико група људи код којих је већа вероватноћа да ће развити карцином сквамозних ћелија. Они укључују:
- оне који су подложнији опекотинама од сунца

- оне који су живели у земљама близу екватора

- раднике на отвореном, као што су грађевинари или фармери

- старије људе који су током живота често били изложени сунцу

- особе са ослабљеним имунитетом (или са смањеним имунолошким системом) због лечења или због болести које утичу на имуни систем

- оне који су имали трансплантацију органа и лечење које је потребно за сузбијање њиховог имунолошког система како би се спречило одбацивање органа

- они са кожним обољењима као што су албинизам и пигментна ксеродерма.

## Превенција
Студије су пронашле доказе о повезаности између исхране и рака коже, укључујући КСЋ. 
- Конзумација млечне хране са високим садржајем масти повећава ризик од тумора КСЋ код људи са претходним раком коже.
- Зелено лиснато поврће може помоћи у спречавању развоја каснијих КСЋ, а вишеструке студије су откриле да сирово поврће и воће значајно штите од ризика од КСЋ.[3][4]
- Конзумација пуномасног млека, јогурта и сира може повећати ризик од КСЋ код подложних људи.[5]
- Начин исхране са месом и мастима може повећати ризик од КСЋ код људи без историје КСЋ, али је та повезаност поново израженија код људи са историјом рака коже.[6]
- Пушење дувана и начин исхране који карактерише висок унос пива и алкохолних пића такође значајно повећавају ризик од КСЋ.[7][3]